# كيايايتشيرو ناكانو
كيايايتشيرو ناكانو (باليابانية: 中野 圭一郎) (29 مارس 1976 في ماروغامه في اليابان – )؛ هو لاعب كرة قدم ياباني سابق كان يلعب كمدافع.

## وصلات خارجية
- كيايايتشيرو ناكانو على موقع رابطة كرة القدم اليابانية للمحترفين (اليابانية)